# Кнараван
Кнарава́н (азерб. Knaravan) — бывшее село на территории Кельбаджарского района Азербайджана. Располагалось в ущелье реки Лев, притока реки Тертер южнее Муровдагского хребта, у подножия горы Каравул. 

## История
Село было основано в 2004 году благотворительным фондом «Еркир» на деньги американского армянина Карапета Арутюняна на территории Азербайджана, оккупированной армянскими войсками в ходе Первой карабахской войны. Было названо в честь погибшей жены Арутюняна — Кнар Арутюнян. С 2002 по 2010 годы в инфраструктуру села было инвестировано 3 миллиона долларов США. Кнараван состоял из 18 домов-коттеджей и школы. Село было заселено выходцами из Армении — уроженцами Арташата, Веди, Гавара и Еревана.
Согласно административно-территориальному делению непризнанной Нагорно-Карабахской Республики, контролировавшей местность c апреля 1993 года до 25 ноября 2020 года, село Кнарава́н (арм. Քնարավան) находилось в Шаумяновском районе НКР.
Неподалёку от Кнаравана находятся крепость Андаберд и руины монастыря Андаберд.
В октябре 2020 года, во время Второй Карабахской войны, село было подвергнуто обстрелу, в ходе которого была ранена местная жительница. К 25 ноября 2020 года, спустя две недели после заключённого перемирия, армянские войска были полностью выведены из Кельбаджарского района, а территория, на которой был расположен Кнараван, вернулась под контроль Азербайджана. Жители массово покинули село; при этом многие отъезжающие принялись уничтожать то, что было невозможно забрать с собой «дабы не досталось врагу»: за один день были повалены телефонные столбы, сожжены все дома, школа и оставленное имущество.

## Фотогалерея

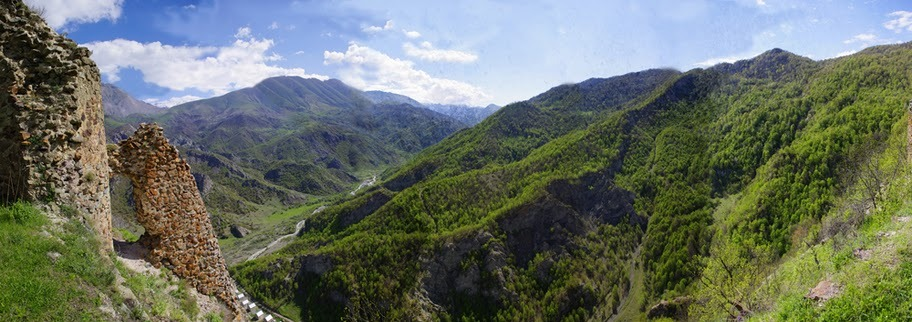
Вид на поселение с крепости Андаберд
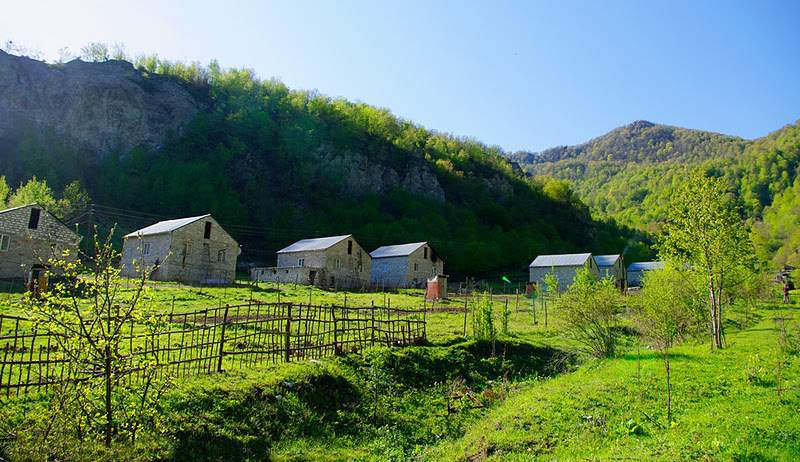
Коттеджи
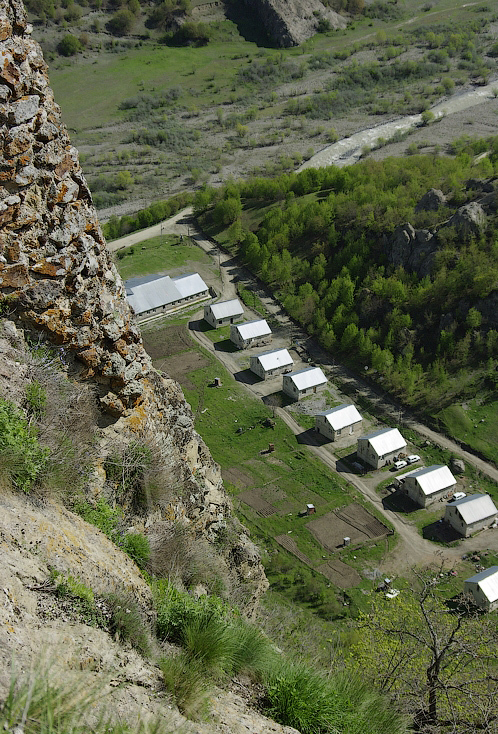
Вид на коттеджи и школу
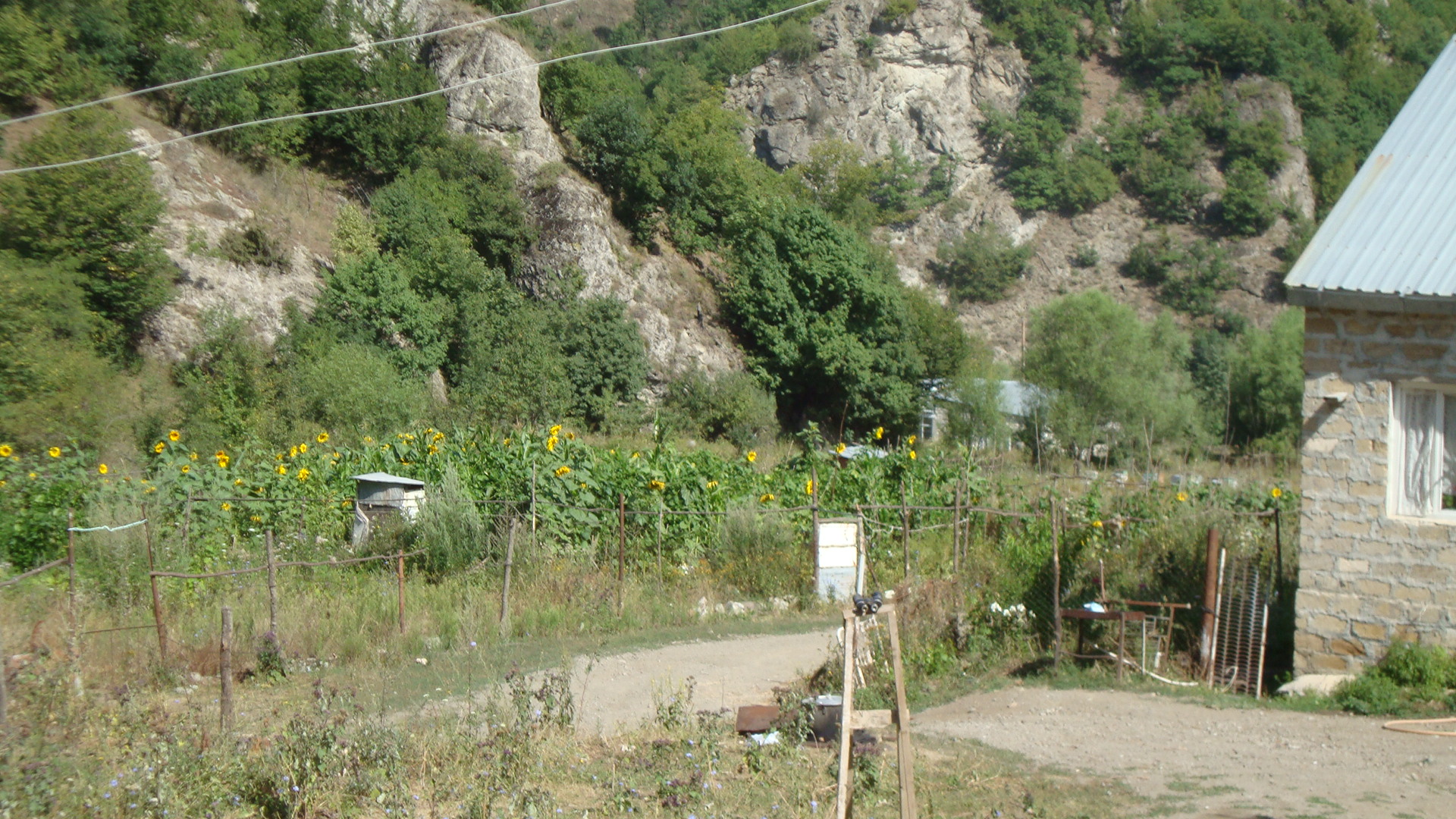
Подсолнухи на огороде
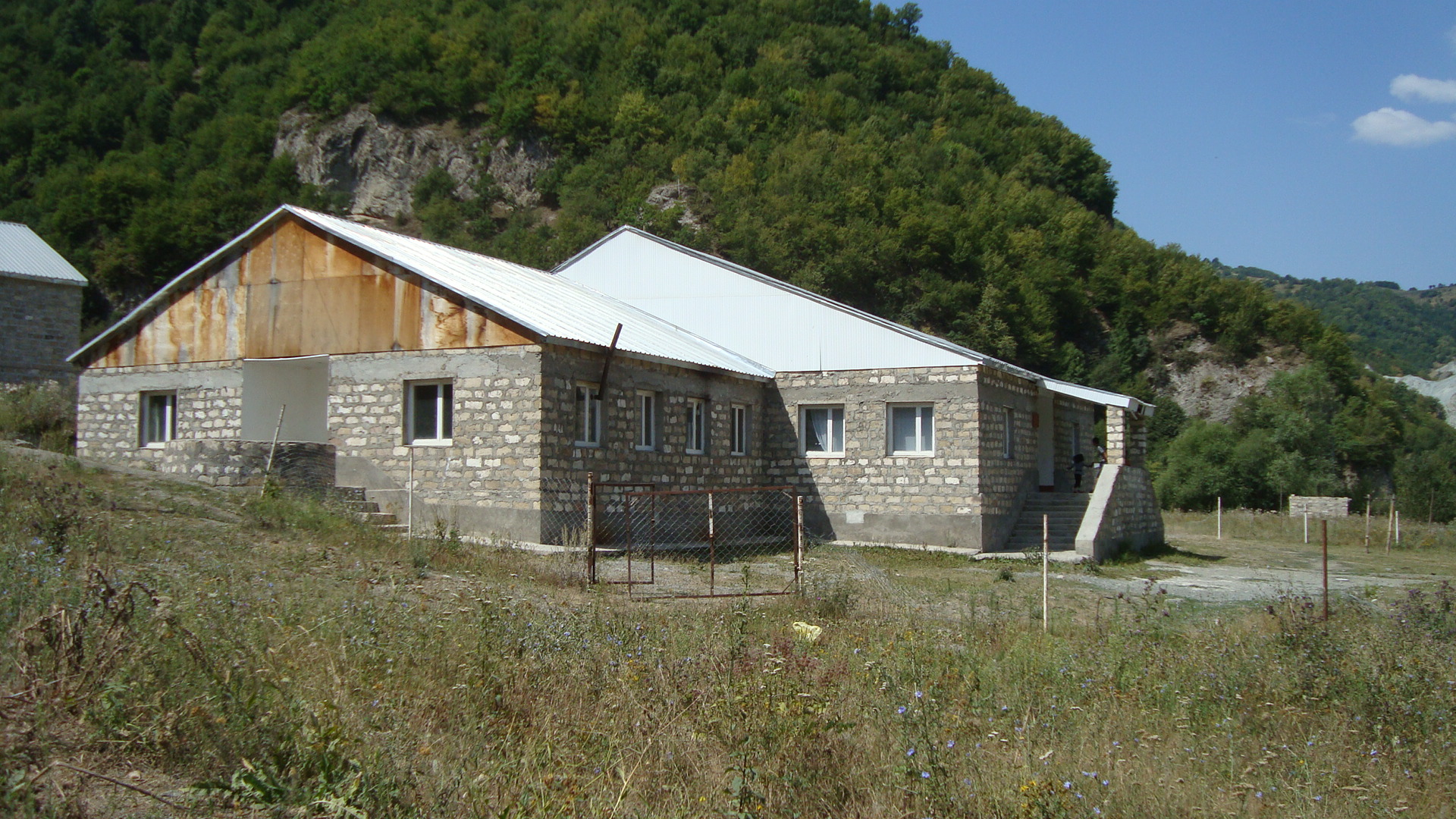
Школа в Кнараване

## Достопримечательности
- Андаберд (монастырь)
- Андаберд (крепость)